# Tillite Spur
Der Tillite Spur ist ein 5 km langer, schmaler und mit steilen Kliffs versehener Gebirgskamm im westantarktischen Marie-Byrd-Land. In den Horlick Mountains erstreckt er sich vom südlichen Wisconsin-Plateau zwischen dem Red Spur und dem Polygon Spur bis zur Ostflanke des Olentangy-Gletschers.
Der United States Geological Survey kartierte ihn anhand eigener Vermessungen und Luftaufnahmen der United States Navy aus den Jahren von 1960 bis 1964. 
Die Benennung erfolgte auf Vorschlag des US-amerikanischen Geologen und Glaziologen John H. Mercer (1922–1987), der zwischen 1964 und 1965 im Rahmen des United States Antarctic Research Program in diesem Gebiet tätig war. Namensgebend ist das Tillitgestein entlang der Granitkliffs des Gebirgskamms.